# Озирнись
Озирнись (рос. Оглянись) — радянський художній фільм 1983 року, знятий на кіностудії «Мосфільм».

## Сюжет
Поховавши чоловіка Павла, Тетяна залишається одна з сином-підлітком Віктором. Але хлопчик пам'ятає всі нанесені нею образи і тепер методично мстить і матері, і всім, хто опиняється поруч. Мати намагається йому допомогти, але пізно…

## У ролях
- Анастасія Вознесенська — Тетяна Іванівна Суханова, матір
- Дмитро Щеглов — Віктор Суханов, син
- Олег Табаков — Юрій Миколайович, хірург
- Андрій Мягков — Андрій Степанович, психолог
- Леонід Неведомський — Павло Євгенович Суханов, вітчим Віктора, чоловік Тетяни Іванівни
- Ігор Янковський — Роберт Миколайович, рідний батько Віктора
- Андрій Булатов — Микита, художник
- Ніна Зоткіна — Прудникова, інспектор у справах неповнолітніх, лейтенант міліції
- Яніна Лісовська — Олена, однокласниця Віктора
- Василь Міщенко — черговий лейтенант міліції
- Юрій Мочалов — учитель (озвучив Родіон Нахапетов)
- Володимир Широков — Вєнька Панов, однокласник Віктора
- Валентина Березуцька — чергова медсестра в приймальному покої
- Владислав Буш — старий-перехожий
- Віктор Бунаков — Іван Скворцов, батько в спогаді Тетяни Іванівни
- Лариса Даніліна — Скворцова, образ матері в спогадах Тетяни Іванівни
- Катерина Кірсанова — епізод
- Вадим Захарченко — Ложкін, затриманий в 11-му відділенні міліції
- Антон Кірсанов — Віктор в дитинстві
- Вадим Преображенський — епізод
- Андрій Гусєв — Федоров, дружок Віктора
- Олександр Трофімов — божевільний
- Василь Кравцов — старий

## Знімальна група
- Режисер — Аїда Манасарова
- Сценарист — Едуард Володарський
- Оператор — Юрій Невський
- Композитор — Олексій Рибников
- Художник — Наталія Мєшкова